# الانتفاضة الوطنية السلوفاكية
الانتفاضة الوطنية السلوفاكية (بالسلوفاكية: Slovenské národné povstanie، واختصارًا: SNP)، والمعروفة أيضًا بانتفاضة 1944، كانت تمردًا مسلحًا نظمته حركة المقاومة السلوفاكية خلال الحرب العالمية الثانية. مُثِّلت حركة المقاومة هذه بشكل أساسي من قبل أعضاء الحزب الديمقراطي، وعلى نطاق أصغر الديمقراطيين الاجتماعيين والشيوعيين أيضًا. انطلقت الانتفاضة في 29 أغسطس 1944 من بانسكا بيستريتسا في محاولة لمقاومة القوات الألمانية التي احتلت الأراضي السلوفاكية والإطاحة بحكومة جوزيف تيسو المتواطئة مع الاحتلال. على الرغم من تمكن القوات الألمانية، إلى حد كبير، من هزم المقاومة، إلا أن عمليات حرب العصابات استمرت حتى قام الجيش السوفيتي والجيش التشيكوسلوفاكي والجيش الروماني بتحرير سلوفاكيا الفاشية في عام 1945.
حاولت عدة كيانات سياسية، ومنها الشيوعيين على وجه الخصوص، «اختطاف» الانتفاضة لصالحهم خلال فترة ما بعد الحرب. عرض النظام الستاليني في تشيكوسلوفاكيا الانتفاضة على أنها حدث بدأته ونظمته القوات الشيوعية. من ناحية أخرى، يزعم السلوفاكيون ذوي النزعة القومية المتطرفة أن الانتفاضة كانت مؤامرة ضد الأمة السلوفاكية، حيث تمثل أحد أهدافها الرئيسية في الإطاحة بنظام الدولة السلوفاكية الدمية وإعادة تأسيس تشيكوسلوفاكيا، والتي هيمن فيها التشيك على السلوفاكيين. قاتلت العديد من الفصائل في هذه الانتفاضة، أكبرها وحدات من الجيش السلوفاكي، والمقاومة الديمقراطية، والقوات الشيوعية غير النظامية (البارتيزان)، والقوات الدولية. بالنظر إلى عدد تلك الفصائل، كان من المنطقي ألا تحظى هذه الانتفاضة بدعم شعبي لا لبس فيه، ومع ذلك، مثّل المشاركون ومؤيدو الانتفاضة كل ديانة، وطبقة، وسن، وفصيل سياسي مناهض للنازية في الأمة السلوفاكية.

## التمهيدات
بادر إدوارد بينش، الذي كان رئيس الحكومة التشيكية السلوفاكية في المنفى في لندن، بالاستعدادات لتمرد محتمل في عام 1943، وذلك عندما تواصل مع عناصر منشقة لقوات الجيش السلوفاكي. في ديسمبر 1943، شكلت مختلف المجموعات التي ستشارك في الانتفاضة - الحكومة في المنفى، والديمقراطيون والشيوعيون التشيكوسلوفاكيون، والجيش السلوفاكي - المجلس الوطني السلوفاكي السري غير الشرعي، كما أنها وقعت على ما يسمى «معاهدة عيد الميلاد» التي كانت إعلانًا مشتركًا للاعتراف بسلطة بينش ولإعادة تشكيل تشيكوسلوفاكيا بعد الحرب. كان المجلس مسؤولًا عن إثارة المرحلة التمهيدية للانتفاضة.
في مارس 1944، تولى المقدم جان جوليان من الجيش السلوفاكي مسؤولية الاستعدادات. خزن المتآمرون الأموال والذخيرة واللوازم الأخرى في القواعد العسكرية بوسط وشرق سلوفاكيا. أطلقت القوات المتمردة على نفسها اسم قوات الداخلية التشيكوسلوفاكية والجيش التشيكوسلوفاكي الأول. فر نحو 3200 جندي سلوفاكي وانضموا إلى جماعات غير نظامية أو إلى الجيش السوفيتي. هرب اليهوديان السلوفاك رودولف فربا وألفريد فيتزلر من أوشفيتز في أبريل 1944، ونشرا تقريرًا مفصلًا عن عملية غرف الغاز في أوشفيتز.
كثفت القوات غير النظامية حربها ضد قوات الاحتلال الألمانية في صيف عام 1944، وخاصة في جبال شمال وسط سلوفاكيا. بدأت القوات السوفيتية في بولندا بالتقدم نحو سلوفاكيا في شهر يوليو، وبحلول أغسطس 1944، كانت القوات السوفيتية في مدينة كروسنو في بولندا، على بعد 40 كم (25 ميلًا) من الحدود السلوفاكية الشمالية الشرقية.
نُقلت اثنتان من فرق سلاح الجيش السلوفاكي المدججتان بالسلاح، إلى جانب القوات الجوية السلوفاكية الشرقية بأكملها، عن عمد إلى بريشوف في شمال شرق سلوفاكيا في صيف عام 1944، وذلك لتنفيذ أحد الخيارين المخطط لهما من أجل بدء الانتفاضة. الخياران هما:
- الاستيلاء على ممر دوكلا الجبلي (الذي يصل بولندا وسلوفاكيا عبر جبال الكاربات) عندما يصل السوفيت (الجبهة الأوكرانية الأولى بقيادة المارشال إيفان كونيف).
- الاستيلاء على ممر دوكلا فورًا والحفاظ عليه ضد أي هجمات من القوات الألمانية حتى وصول الجيش السوفيتي، كما أمر المقدم جوليان.

كان العقيد فيليام تالسكي رئيس أركان الفرقتين، واتفق مقدمًا مع قيادة جيش التمرد المسلح ولجنة تخطيط الانتفاضة التابعة للمجلس الوطني السلوفاكي على تنفيذ أي من هاتين الخطتين وفقًا للظروف. في 23 أغسطس 1944، بدلت رومانيا، التي كانت حليفة سلوفاكيا في البداية، موقفها لصالح الحلفاء. في 28 أغسطس 1944 في مارتن، قتلت مجموعة من غير النظاميين الشيوعيين تحت توجيه سوفيتي 24 جنديًا ألمانيًا عائدين من رومانيا. في اليوم التالي، بدأت القوات الألمانية في احتلال سلوفاكيا لإخماد حركة التمرد بعد استكمال الترتيبات الألمانية الخاصة بالاحتلال قبل بضعة أسابيع.
في الساعة 19:00 من يوم 29 أغسطس 1944، أعلن وزير الدفاع السلوفاكي، الفريق الأول فيرديناند تشاتلوش، عبر الإذاعة الرسمية أن ألمانيا احتلت سلوفاكيا. في الساعة 20:00، أرسل جوليان رسالة مشفرة إلى جميع الوحدات لبدء الانتفاضة، ولكن بدلًا من الالتزام بالخطة المتفق عليها، طار العقيد تالسكي في 30 أغسطس مع القوات الجوية السلوفاكية الشرقية بأكملها إلى منطقة هبوط مُعدَّة مسبقًا في بولندا للانضمام إلى الجيش السوفيتي، متخلين عن فرقتي الجيش في بريشوف. كنتيجة لتركهما في حالة من الفوضى العارمة وبدون قيادة، جُردت الفرقتان من أسلحتهما بعد ظهر يوم 30 أغسطس سريعًا وبدون طلقة واحدة. ومن ثم، بدأت الانتفاضة قبل أوانها وفقدت عنصرًا حاسمًا في الخطة، علاوة على أكثر فرقتين مدججتين بالسلاح في الجيش.